# Luigi Mangione
Luigi Nicholas Mangione (Towson, 6 mei 1998) is een Amerikaanse verdachte in de moord op Brian Thompson, de CEO van Amerikaanse ziektekostenverzekeraar UnitedHealthcare.
Mangione werd op 9 december 2024 gearresteerd in Altoona, Pennsylvania. Nadat hij in Pennsylvania afstand had gedaan van zijn uitlevering, verscheen hij op 19 december voor een federale rechtbank in New York City. Op 23 december werd Mangione voor het Hooggerechtshof van New York gedaagd en pleitte hij onschuldig aan de aanklachten die hem door de staat ten laste waren gelegd. Mangione is aangeklaagd voor elf staatsaanklachten en wordt geconfronteerd met vier federale aanklachten. Hieronder vallen onder meer moord, moord ter bevordering van terrorisme, verboden wapenbezit en stalking. De federale aanklacht van moord met een vuurwapen zorgt ervoor dat hij in aanmerking komt voor de doodstraf. Hoofdaanklaagster Pam Bondi heeft  op 1 april 2025 de federale aanklagers opdracht gegeven de doodstraf te eisen.
Sinds zijn arrestatie heeft Mangione online steun gekregen, waarbij sommigen hem als een volksheld vereren voor zijn "protest tegen de Amerikaanse gezondheidszorg". Opiniepeilingen bleek dat de meerderheid van de Amerikaanse volwassen respondenten een negatieve mening had over Mangione, terwijl jongere respondenten hem eerder steunden. De steun die Mangione heeft gegenereerd, is in verband gebracht met negatieve opvattingen over de Amerikaanse gezondheidszorg.

## Familie en zijn jeugd
Mangione werd geboren in Towson, Maryland, hij heeft twee zussen.
Mangione behoort tot een familie van hogere klasse, van Italiaanse afkomst. Zijn grootvader van vaderskant, Amerikaans vastgoedontwikkelaar Nicholas Mangione (1925-2008), werd geboren uit arme Siciliaanse immigrantenouders in de wijk Little Italy van Baltimore; een van hen (een neef van Luigi) is Nino Mangione, een lid van het Huis van Afgevaardigden van Maryland.

## Onderwijs, opleiding en carrière
Mangione bezocht de Gilman School, een privéschool alleen voor jongens in Baltimore, waar hij in 2016 als valedictorian afstudeerde. Mangione behaalde in 2020 een Bachelor in de ingenieurswetenschappen in computertechniek en een Master of Science in de ingenieurswetenschappen in computer- en informatiewetenschappen aan de Universiteit van Pennsylvania.

## Vermoedelijke rol bij de moord op Brian Thompson
Brian Thompson, CEO van de Amerikaanse ziektekostenverzekeraar UnitedHealthcare, werd op 4 december 2024 doodgeschoten in Midtown Manhattan, New York City. De schietpartij vond vroeg in de ochtend plaats, nabij de ingang van het New Yorkse Hilton Midtown hotel. Thompson was in de stad om een jaarlijkse investeerdersvergadering bij te wonen voor UnitedHealthcare's moedermaatschappij UnitedHealth Group. De verdachte was aanvankelijk omschreven als een blanke man met een masker.

### Arrestatie
Op 9 december 2024 arresteerde de lokale politie Mangione in een McDonald's restaurant in Altoona, Pennsylvania, nadat ze waren gebeld door een werknemer die Mangione herkende van foto's die door de NYPD waren vrijgegeven. De politie meldde dat hij ‘zichtbaar geschokt’ was toen ze hem vroegen of hij onlangs New York City had bezocht.

### Strafrechtelijke vervolging
Mangione werd op 9 december 2024 in Blair County, Pennsylvania, aangeklaagd voor het dragen van een wapen zonder vergunning, vervalsing, het zich ten onrechte identificeren tegenover de autoriteiten en het bezitten van 'misdaadinstrumenten'. Terwijl hij naar de rechtbank werd geleid, riep een verslaggever: "Luigi, heb jij het gedaan?" voordat Mangione naar de verzamelde camera's riep: "[Onverstaanbaar] en het is volkomen niet met de huidige situatie en een belediging voor de intelligentie van het Amerikaanse volk en hun geleefde ervaring." ((en) : ...and it's completely out of touch and is an insult to the intelligence of the American people and their lived experience.)
Op 17 december 2024 werd Mangione door het kantoor van de officier van justitie van Manhattan aangeklaagd op elf aanklachten. Mangione werd uitgeleverd aan New York en wordt sindsdien vastgehouden in het Metropolitan Detention Center in Brooklyn. Op 23 december werd Mangione voor het Hooggerechtshof van New York gedaagd en pleitte hij onschuldig aan zijn aanklachten.

## Persoonlijk leven
Mangione zou lijden aan spondylolisthesis en lymeziekte. Naar verluidt heeft hij in juli 2023 een spondylodese-operatie ondergaan. De politie verklaarde dat Mangione niet verzekerd bij United Healthcare was.

## Meningen

### Manifest
Bij zijn arrestatie, vonden de agenten in zijn bezit een handgeschreven document van 262 woorden, dat volgens Jessica Tisch, commissaris van de New York Police Department, zou wijzen op Mangione's "motivatie en mentaliteit". Fragmenten uit het document waren onder meer: "Ik verontschuldig mij voor eventuele strijd of trauma's, maar het moest gebeuren" (Engels: I do apologize for any strife or drama, but it had to be done) en "deze parasieten hadden het verdiend" (Engels: these parasites had it coming). Er werd ook gezegd dat de Verenigde Staten het duurste gezondheidszorgsysteem ter wereld hadden, en dat de winsten van bedrijven bleven stijgen, terwijl de levensverwachting van Amerikanen dat niet deed.

## Publieke perceptie
Na de schietpartij op Thompson, werd de verdachte schutter door veel gebruikers van sociale media als een volksheld gezien. Er zijn lookalike-wedstrijden gehouden in het Washington Square Park in New York City en op de Universiteit van Florida.
Na de arrestatie van Mangione kreeg hij steun op sociale media, en kreeg na zijn identificatie hij meer dan 460.000 volgers op Twitter. Volgens het Network Contagion Research Institute zijn, variaties van de "#FreeLuigi" hashtag na zijn arrestatie meer dan 50.000 keer gedeeld op Twitter.

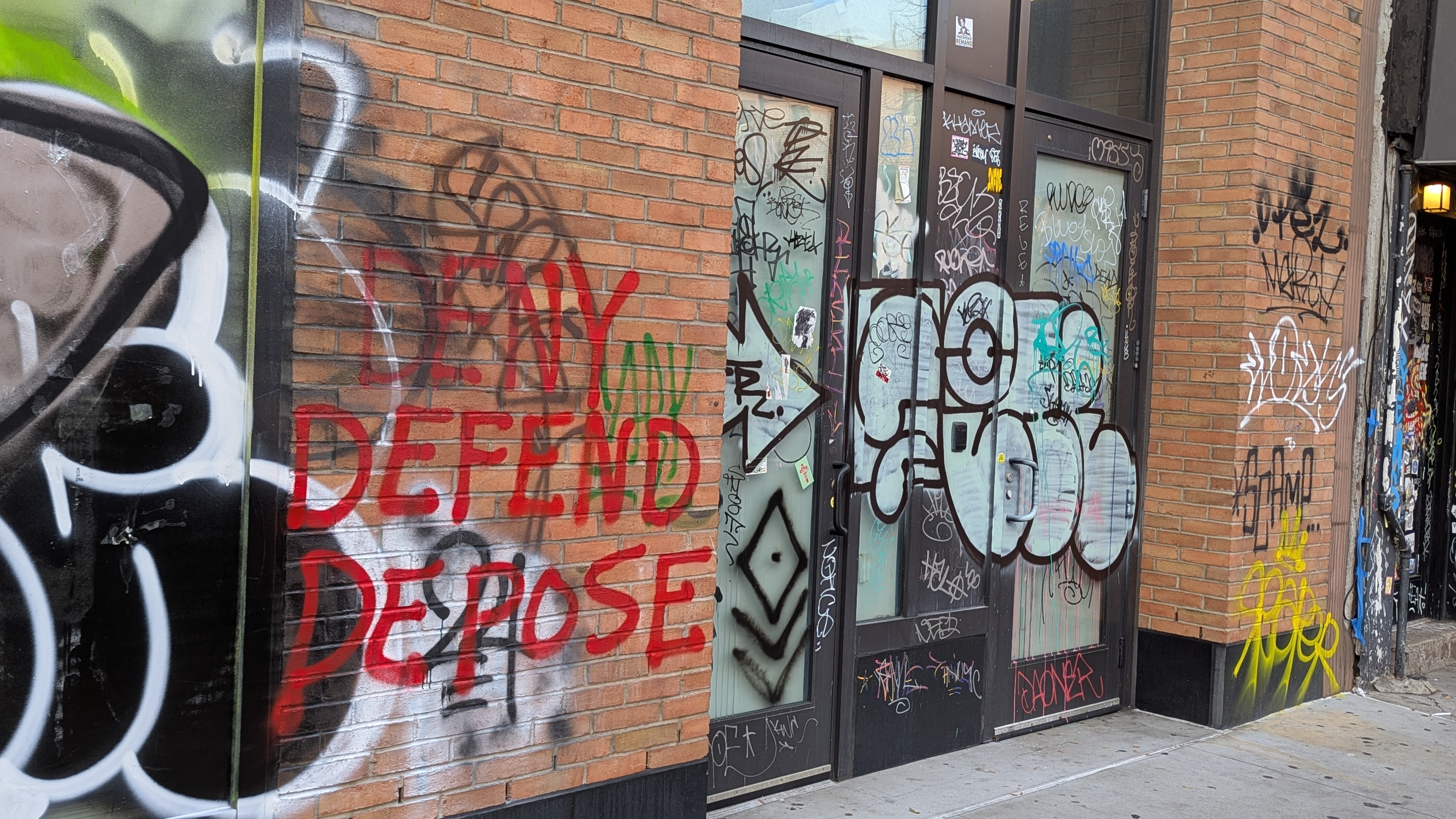
Graffiti met de tekst "Deny Defend Depose" in New York City, wat er stond op de kogels die werden gebruikt door de moordenaar van Brian Thompson

Mangione staat online bekend om zijn waargenomen fysieke aantrekkelijkheid,  en Kara Alaimo, die voor Time schreef, verklaarde dat hij "online sekssymbool" is geworden. Een hoogleraar strafrecht vertelde aan WWD over Mangione's online populariteit: "Wat we zien bij Mangione is dat hij snel een volksheld en een modevolksheld is geworden." 

### In de popcultuur
Mangione werd genoemd in verschillende sketches uit seizoen 50 van de Amerikaanse comedyserie Saturday Night Live.
Vulture meldde dat twee documentaires over Mangione in ontwikkeling zijn. Eén documentaire wordt ontwikkeld door Alex Gibney en Anonymous Content, en de andere door Stephen Robert Morse. Op 19 december 2024 zond ABC de documentaire Manhunt: Luigi Mangione and the CEO Murder uit. 
- Virtual International Authority File: 2147173731323911890006
- WorldCat: E39PCjwxfj7mCkFHw79CcKmRPP